# Hyperolius guttulatus
Hyperolius guttulatus är en groddjursart som beskrevs av Günther 1858. Hyperolius guttulatus ingår i släktet Hyperolius och familjen gräsgrodor. IUCN kategoriserar arten globalt som livskraftig. Inga underarter finns listade i Catalogue of Life.